# Labkraut-Bindenspanner
Der Labkraut-Bindenspanner (Lampropteryx suffumata), auch als Rauchbrauner Labkraut-Blattspanner bezeichnet, ist ein Schmetterling (Nachtfalter) aus der Familie der Spanner (Geometridae).

## Merkmale

### Falter
Die Falter erreichen eine Flügelspannweite von etwa 25 bis 32 Millimetern. Die Grundfarbe der Vorderflügel ist bräunlich. Zwischen Wurzel- und Mittelfeld sowie zwischen Mittel- und Saumfeld befindet sich je eine weißliche Querbinde. Das dunkle Mittelfeld ist beidseitig gezackt. Die äußere Querlinie begrenzt das Mittelfeld und zeigt meist eine in Richtung Saum ausgebildete, deutlich vorspringende Doppelzacke. Das Saumfeld ist unterhalb des Apex stark verdunkelt. Die Hinterflügel schimmern grau und sind mit einer stark gebogenen dunklen Querlinie versehen.

### Raupe
Erwachsene Raupen haben eine braune Grundfärbung. Auf dem Rücken befinden sich rotbraune bis schwarzbraune Winkelflecke. Die hinteren Segmente sind heller braun.

### Ähnliche Arten
Der Sumpflabkraut-Bindenspanner (Lampropteryx otregiata) ist mit einer Flügelspannweite von 21 bis 26 Millimetern kleiner und unterscheidet sich durch die bauchige, mehr gerundete Ausbuchtung der äußeren Querlinie.

## Geographische Verbreitung und Vorkommen
Die Art ist in Europa weit verbreitet, fehlt aber in Griechenland, einigen Mittelmeerinseln und Island. Das Vorkommensgebiet umfasst auch den Ural, das Altaigebirge, Kamtschatka und Japan. Sie wurde auch in einigen nördlichen Gebieten Nordamerikas gefunden, so in Alberta, British Columbia und Alaska. Der Labkraut-Bindenspanner ist bevorzugt im Berg- und Hügelland, insbesondere in Buchen- und Fichtenwäldern, an buschigen Waldrändern sowie auf Waldwiesen und Heiden anzutreffen.

## Lebensweise
Die Hauptflugzeit der dämmerungs- und nachtaktiven Falter umfasst die Monate April bis Juni. Sie saugen gelegentlich an blühenden Weidenkätzchen (Salix) oder Berberitzen (Berbera vulgaris) und werden von künstlichen Lichtquellen angezogen. Zu den Futterpflanzen der  Raupen zählen verschiedene Labkrautarten (Galium), darunter auch der Waldmeister (Galium odoratum). Sie leben von Mai bis Juli. Die Puppe überwintert.

## Gefährdung
Der Labkraut-Bindenspanner wird auf der Roten Liste gefährdeter Arten als nicht gefährdet geführt.